# Krona Svetega rimskega cesarstva
Krona Svetega rimskega cesarstva (nemško Reichskrone) je bila krona s krošnjo (nemško Bügelkrone) svetega rimskega cesarja od 11. stoletja do razpada Svetega rimskega cesarstva leta 1806. Krono so uporabili pri kronanju rimsko-nemškega kralja, naslov cesar je prevzel takoj po izvolitvi. Izdelana je bila v poznem 10. ali začetku 11. stoletja. Za razliko od mnogih drugih kron ima osmerokotno in ne okroglo obliko, zgrajena pa je iz osmih povezanih ploščic. Ploščica v sprednjem delu krone je nadvišana s križem, en sam lok pa povezuje sprednji in zadnji del krošnje. Krona se hrani v cesarski zakladnici v Hofburgu na Dunaju v Avstriji.

## Zgodovina
Krona je bila narejena verjetno nekje v zahodni Germaniji, bodisi pod Otonom I. (z dodatki Konrada II.), Konradom II. ali Konradom III. v poznem 10. in začetku 11. stoletja. Prva ohranjena omemba je iz 12. stoletja – ob predpostavki, da gre za isto krono, kar se zdi zelo verjetno.
Z njim je bila okronana večina rimsko-nemških kraljev Svetega rimskega cesarstva. Poleg cesarskega križa (nemško: Reichskreuz), cesarskega meča (nemško: Reichsschwert) in svetega verige (nemško Heilige Lanze) je bila krona najpomembnejši del cesarskih regalij (nemško: Reichskleinodien). Med kronanjem jo je dobil novi kralj skupaj s žezlom (nemško Reichszepter) in cesarskim jabolkom (nemško Reichsapfel). Cesarske regalije Svetega rimskega cesarstva, zlasti cesarska krona, so bile v letih 1349–1421 na Češkem, kjer je bil zanjo zgrajen grad Karlštejn. Med letoma 1424–1796 so vse hranili v Nürnbergu, Frankovska – in so lahko mesto zapustile samo za kronanje.
Trenutno jo krona in preostale cesarske regalije razstavljene v Hofburgu na Dunaju.
Enaka kopija je v nemškem Aachnu v nekdanji palači Krönungssaal Karla Velikega, zdaj mestni hiši. V zgodovinskem frankfurtskem muzeju so tudi kopije krone in regalij, saj je bila večina kasnejših cesarjev okronana v mestni stolnici, pa tudi v gradu Trifels v volilnem okrožju Palatinat, kjer je bila cesarska krona shranjena v srednjeveških časih. Najnovejša pooblaščena kopija se hrani na češkem gradu Karlštejn skupaj s kopijo krone svetega Vaclava.

## Videz
Cesarska krona ni videti kot večina sodobnejših kron. Krona nima okrogle oblike, ampak osmerokotno. Namesto obroča ima osem povezanih ploščic, ki imajo na vrhu obok. Dva trakova iz železa, zakovičena z zlatimi zakovicami na ploščice, držijo krono skupaj in ji dajeta osmerokotno obliko. V katerem trenutku so bili nameščeni ti železni trakovi, ni znano. Pred dodajanjem obročev so plošče držali skupaj z dolgimi zlatimi zatiči, s čimer je bilo mogoče ločiti plošče in lok za lažji transport.
Vsaka ploščica krone je narejena iz visoko karatnega zlata, približno 22 karatov, kar daje kroni 'masleno' barvo in je posuta z biseri in dragimi kamni. Kamni niso razrezani v fasete (tehnika še ni bila znana, ko je bila krona izdelana), temveč so polirani v zaobljene oblike. Ta tehnika je starodavna in dragi kamni so opisani kot en cabochon, ki se izdelujejo še danes. Biseri in kamni so bili postavljeni v odprtine, ki so jih zarezali v kovino in jih pritrdili s tankimi žicami. Učinek je bil, da so kamni videti, kot da bi sijali od znotraj, ko je zasijala svetloba.
Krona je okrašena s 144 dragocenimi kamni (vključno s safirji, smaragdi in ametisti) (zeleni in modri dragi kamni, ki ustrezajo cesarjem v bizantinskem cesarskem protokolu) in približno enakim številom biserov. Podobni okraski s plemenitimi slogi so bili v tem obdobju uporabljeni za dragocene predmete številnih vrst, zlasti religiozne, kot so relikviariji, crux gemmata ali procesijski ali oltarni križi, kot je Lotarjev križ in platnice za knjige, kot so tiste v Codex Aureus Emmeram in v Codex Aureus Echternach.
Na štirih manjših ploščicah so slikovne upodobitve figur in prizorov iz Biblije ter napisi v cloisonné emajlu v bizantinskem slogu senkschmelz. Na štirih ploščicah, imenovanih 'ploščice s slikami' (Bildplatten), so prikazane podobe iz Stare zaveze. Vsaka od teh emajliranih ploščic je obdana z modrimi safirji in biseri v dvignjenih filigranskih nastavkih. Sprednja desna ploščica prikazuje Kristusa v slavi med dvema keruboma pod napisom v rdečem emajlu P [er] ME REGENANT ('Po meni kraljujejo kralji') (Pr 8,15). Na zadnji desni ploščici je prikazan prerok Izaija, ki stoji in govori s kraljem Ezekijo, ki je prikazan, da sedi na svoji postelji. Izaija drži svitek z besedami: 'Glej, dodal bom petnajst let v vaše življenje' (2Kr 20,6). Nad Izaijo in Ezekijem je napis v rdečem emajlu ISAIAS P [ro] PHETA · EZECHIAS REX ('Prerok Izaija - kralj Ezekija'). Sprednja leva ploščica prikazuje kralja Salomona, ki drži svitek z besedami: 'Bojte se Gospoda in bežite pred zlom' (Pr 3,7), pod napisom v rdečem emajlu REX SALOMON ('Kralj Salomon'). Na hrbtni levi ploščici je prikazan kralj David, ki drži svitek z besedami: 'Slavni kralj uživa v pravičnosti' (Ps 99,4), pod napisom v rdečem emajlu REX DAVID ('Kralj David').
Ostale štiri ploščice, imenovane 'kamnite plošče' (Steinplatten), so različnih velikosti in so okrašene izključno z dragimi kamni in biseri v dvignjenih filigranskih postavitvah. Dvanajst kamnov na sprednji in zadnji plošči je verjetno neposredna omemba dvanajstih kamnov na prsnici judovskega velikega duhovnika (2Mz 39,9-14) in dvanajstih temeljnih kamnov Novega Jeruzalema v Razodetju Janezu (Raz 21,19-21).
Zgornji osrednji kamen sprednje ploščice je trikotni safir, ki nadomešča znameniti kamen, zdaj izgubljen, ki je bil znan kot Waise (tj.'sirota' zaradi svoje edinstvenosti), verjetno velik beli opal z vinsko-ognjeno rdečim ali morda edinstveno sijajen granat ali rdeč cirkon in predmet več legendarnih srednjeveških izročil. O njem je leta 1250 pisal srednjeveški teolog in filozof Albert Veliki:
 Sirota je dragulj v kroni rimskega cesarja. Ker podobnega nikjer drugje ni bilo, ga imenujemo 'sirota'. Ima barvo vina, nežnega rdečega vina in kot da bleščeča, bela sneg prodira v svetlo vinsko rdečo in vendar v tej rdečini ostaja zaspan. Dragulj sije močno in govori se, da je nekoč celo zasijal ponoči, vendar ne v našem času, ampak naj bi ohranil čast cesarstvu. 
Kako ali zakaj so ga odstranili iz cesarske krone, ni znano. Zadnja omemba tega zapisa je v popisu, ki ga je leta 1350 naročil Karl IV.
Krona ima en lok od spredaj do zadnje ploščice z imenom in imperialnim slogom Konrada II. v zrnatih biserih. Na levi strani tega loka ti biseri izpisujejo besede CHUONRADUS DEI GRATIA ('Konrad, milost božja'), medtem ko na desni strani piše ROMANORU (M) IMPERATOR AUG (USTUS) ('Cesar Rimljanov (in) Avgust'). Nad sprednjo ploščico in pred lokom je okrašen križ, prvotno je bil prsni križ, ki naj bi pripadal Henriku II.  in šele kasneje pritrjen na cesarsko krono. Na obeh stranskih kamnitih ploščah so tudi tri majhne luknje, iz katerih so verjetno visele verige z obešenimi dragulji, znane kot pendilije, kot tiste, ki jih še vedno najdemo na madžarski sveti kroni svetega Štefana.
Sedanja rdeča žametna kapa na notranji strani venca izvira iz 17. stoletja. Pred tem so cesarsko krono nosili nad mitro. Če bi prvotno obliko miške cesarsko krono nameravali nositi, če bi bila oblika bizantinskega "camelaucuma", bi lok potisnil središče zdaj strnjenega notranjega pokrova, kar bi povzročilo, da bi se na obeh straneh izbočil toliko, kot je vezal trakovi od spredaj do zadaj na mitrih škofov iz 11. stoletja so povzročili, da se je njihova lanena tkanina na obeh straneh zvišala. Tako se zdi, da je cesarska krona najstarejša oblika krošenj, ki so jih nosili sveti rimski cesarji kot poseben privilegij njihovega cesarskega urada.
Cesarska krona je bila tudi navdih za heraldično krono, ki je bila leta 1871 sprejeta za grb nemškega cesarja in cesarstva, čeprav je imela slednja krona štiri polovice, ki podpirajo majhno kroglo in križ, namesto enega loka kot izvirnik.

## Spominski kovanec
Cesarska krona Svetega rimskega cesarstva je bila izbrana za glavni motiv spominskega kovanca visoke vrednosti, spominskega kovanca za 100 €, kovanega leta 2008. Na sprednji strani je prikazana cesarska krona Svetega rimskega cesarstva. Na hrbtni strani je prikazan cesar Oton I. s staro baziliko svetega Petra v Rimu v ozadju, kjer je potekalo njegovo kronanje.